# Hapithus nodulosus
Hapithus nodulosus är en insektsart som beskrevs av Strohecker 1953. Hapithus nodulosus ingår i släktet Hapithus och familjen syrsor. Inga underarter finns listade i Catalogue of Life.